# Cabussó emplomallat

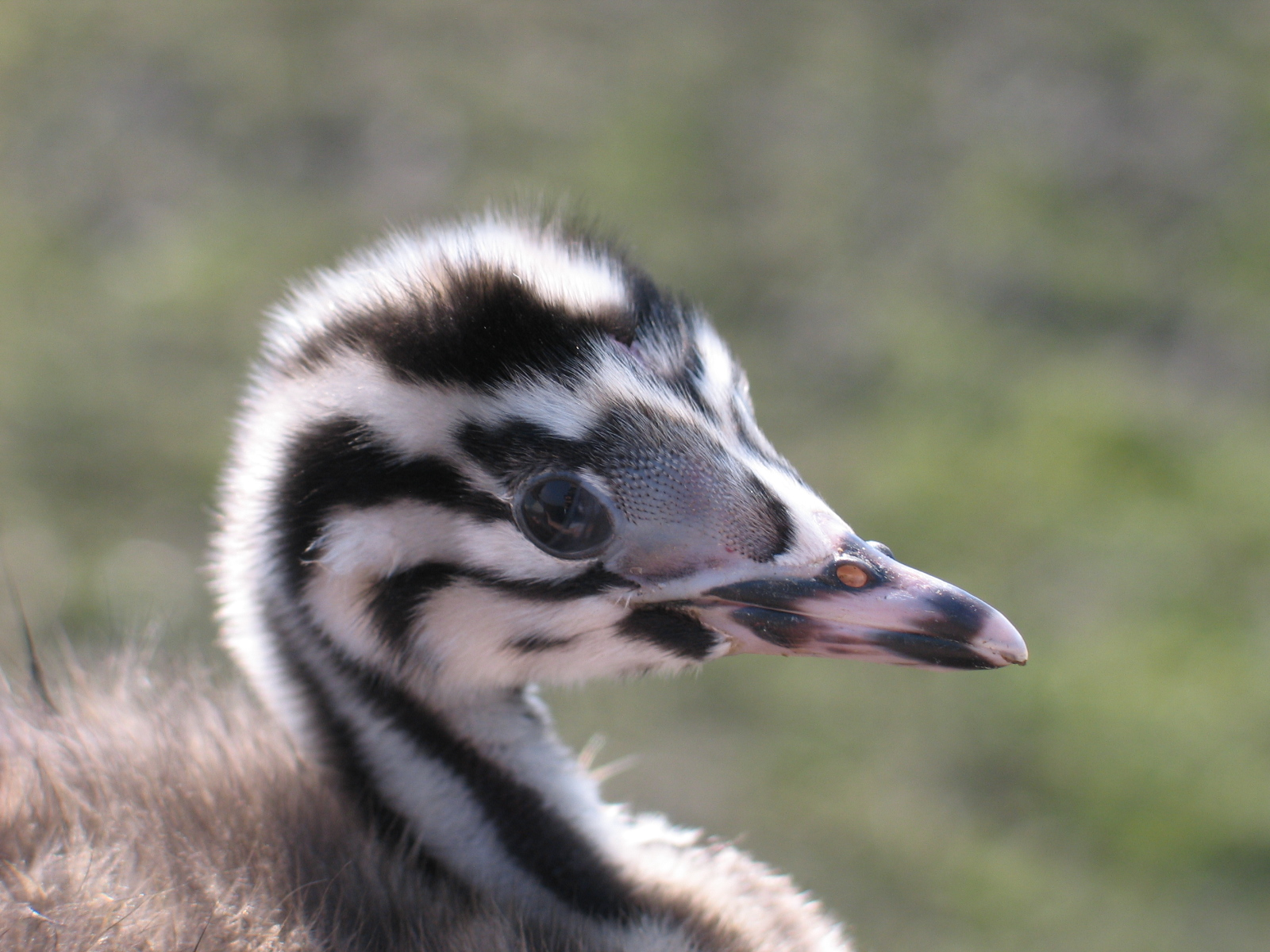
Pollet de cabussó emplomallat fotografiat a Eslovènia.

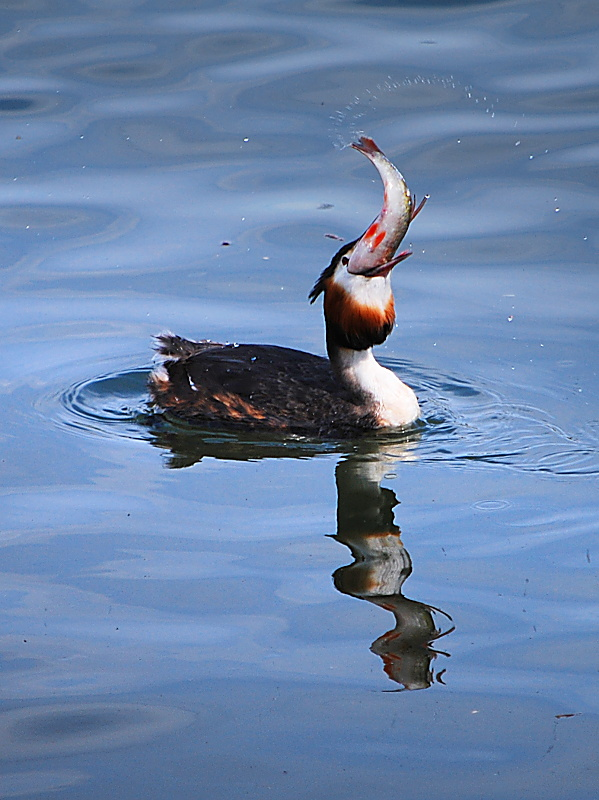
Cabussó emplomallat alimentant-se.

El cabussó emplomallat o cabrellot (al País Valencià) o soterí gros o cabussell (a les Balears) (Podiceps cristatus) és una espècie d'ocell de l'ordre dels podicipediformes corrent als Països Catalans.

## Morfologia
- Fa 46-51 cm de llargària i 59-73 d'envergadura alar.
- Té el coll llarg i blanc i, a l'estiu, té al costat del cap blanc i vermell, dues tofes de plomes groguenques o fosques en forma de banyes, les quals desapareixen a l'hivern.
- El dors és de color bru, i el ventre, blanc.
- No tenen dimorfisme sexual.
- Els exemplars immadurs tenen el cap ratllat de negre i blanc (recorda el disseny de la zebra) que els fa fortament críptics.

## Subespècies
- Podiceps cristatus australis
- Podiceps cristatus christiani
- Podiceps cristatus cristatus
- Podiceps cristatus infuscatus

## Reproducció
Nia en gairebé tot Europa. Construeix una plataforma flotant en aigües de fins a 40 cm de fondària, envoltades de canyís, on pon de 3 a 6 ous de color blanc o terrós, a l'abril-juliol, que coven, mascle i femella, durant 28-30 dies. Quan els progenitors abandonen el niu cobreixen els ous amb algues i d'altres vegetals (aquesta activitat acompleix una doble funció: per un costat, impedeix el refredament dels ous i, per l'altre, els camufla i els fa passar desapercebuts davant els possibles depredadors). Els pollets comencen a cabussar-se a les 6 setmanes i és molt freqüent que algun dels dos adults transporti durant un període més o menys llarg les cries sobre el dors.

## Alimentació
Menja peixos, mol·luscs i herbes.

## Hàbitat
Viu als rius, estanys i pantans.

## Distribució geogràfica
Es troba al Delta de l'Ebre, al Delta del Llobregat, als Aiguamolls de l'Empordà i també als embassaments lleidatans (com ara, l'Embassament d'Utxesa), la construcció dels quals afavoreix l'expansió d'aquesta i d'altres espècies.

## Costums
Als Països Catalans és, principalment, sedentari. És un excel·lent nadador i bussejador (persegueix els peixos sota l'aigua). En canvi, és molt feixuc fora de l'aigua i han de córrer per sobre la superfície per poder adquirir velocitat.
Mascle i femella fan una parada nupcial mitjançant un cerimonial més o menys complicat, sacsejant el cap, doblegant el coll, capbussant-se, dansant en posició vertical i oferint-se mútuament algues i d'altres presents.

## Observacions
Aquesta espècie va ésser caçada per les plomes del cap al Regne Unit fins a la seua quasi extinció al segle xix, car eren emprades per decorar barrets.